# Someday (홍경민의 음반)
Someday는 가수 홍경민의 열 번째 정규 음반이다. 작곡가 박근태, 배진렬, 가수 신소희가 이 음반의 제작에 참여하였다.

## 수록곡
1. Log Out
2. 그녀가 간다
3. 그녀와의 여행
4. 그 사람 보내는 법
5. Beautiful Days
6. 행복한 나를
7. 고백한 다음 날
8. Run
9. 그러지마
10. 1994년 어느 늦은 밤